# Albert Morice
Pour les articles homonymes, voir Morice.
Claude Jean Albert Morice (Saint-Étienne, 28 mai 1848 - Toulon, 19 octobre 1877) est un médecin, naturaliste, anthropologue et explorateur français.

## Biographie
En février 1872, il sert comme médecin-adjoint de la Marine en Cochinchine. Il exerce ainsi à Saïgon, Châu Dôc et Tayninh et y mène des travaux d'histoire naturelle, d'anthropologie, de linguistique et d'archéologie. 
Il revient en France en 1874 puis repart pour l'Indochine l'année suivante comme médecin du consulat de France à Quinhon dans le Sud de l'Annam. Ses études sont un témoignage important sur les débuts de la colonisation de la Cochinchine française. Morice visite aussi Cholon et Gò Công, passe le Mékong à Châu Dôc, voit Hà Tiên et explore l'île de Phu-Quoc. 
Résidant à Tayninh, il se rend chez les Stieng qu'il est un des premiers à étudier et mène des fouilles archéologiques à Nha Trang. 
Il est l'auteur de la première liste des Serpents d'Indochine.
Il meurt à Toulon, à vingt-neuf ans, lors d'un voyage en France.
Une espèce de serpent, Oligodon moricei, est nommée en son honneur.

## Œuvres
- Voyage en Cochinchine, Le Tour du monde, 1875, p. 369-416
- Les sauvages Bahnars, Revue d’anthropologie, 1875
- Étude sur deux dialectes de l'Indo-Chine : Les Tiams et les Stieng (Cochinchine, Cambodge), 1875
- Coup d'œil sur la faune de la Cochinchine française. Reptiles. 1875
- Voyage en Cochinchine pendant les années 1872-73-74, 1876